# برد اولسون
برد اولسون (انگلیسی: Brad Oleson؛ زادهٔ ۱۱ آوریل ۱۹۸۳) بازیکن بسکتبال اهل ایالات متحده آمریکا است.
از باشگاه‌هایی که در آن بازی کرده‌است می‌توان به باشگاه بسکتبال بارسلونا اشاره کرد.